# Sérgio de Toledo Machado
Sérgio de Toledo Machado, más conocido como Sérgio Macarrão  (Río de Janeiro, Brasil, 24 de febrero de 1945) fue un jugador brasileño de baloncesto.